# Hermann Gerischer

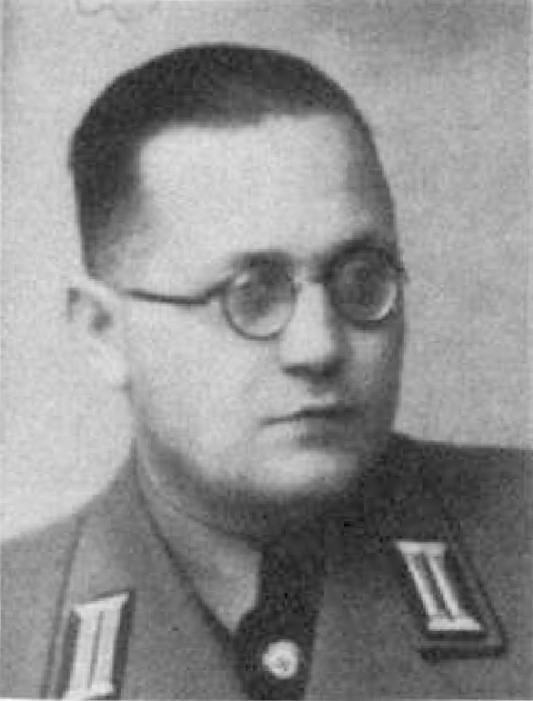
Hermann Gerischer

Hermann Emil Paul Gerischer (* 16. August 1901 in Dresden; † 8. Januar 1990 in Fürth) war ein deutscher Politiker (NSDAP).

## Leben und Wirken

### Frühe Jahre
Gerischers Eltern waren Hermann Otto Gerischer (1872–1938) und dessen Ehefrau Antonie, geb. Richter (1873–1940). Sein Vater war Büroassistent im Finanzministerium.
Nach dem Besuch der Volksschule und der Oberrealschule in Dresden-Johannstadt übernahm Hermann Gerischer im Jahr 1921 eine Stellung als Zollsupernumerar in Dresden. 1925 wurde er Oberzollsekretär in Düsseldorf; 1933 kehrte er als Oberzollinspektor nach Dresden zurück.
Im Jahr 1923 trat Gerischer in die NSDAP ein. Außerdem wurde er Mitglied der Sturmabteilung (SA), dem Straßenkampfverband der Partei. Zum 15. Dezember 1925 schloss Gerischer sich der neu gegründeten NSDAP wieder an (Mitgliedsnummer 25.555). 1927 wurde er als Parteifunktionär Obergruppenleiter der NSDAP in Meißen. Anschließend amtierte er in den Jahren 1928 bis 1929 als Ortsgruppenleiter in Dresden. In dieser Eigenschaft organisierte er am 19. September 1928 im Zirkus Sarrasani die erste Kundgebung unter Beteiligung Adolf Hitlers in Dresden.
Im Jahr 1930 übernahm Gerischer zudem Aufgaben als Gauredner der NSDAP.

### NS-Zeit
Nach dem Machtantritt der Nationalsozialisten im Jahr 1933 amtierte Gerischer von August 1934 bis Oktober 1937 als NSDAP-Kreisleiter in Pirna.
Im Oktober 1937 übernahm er von Albert Gaumitz das Amt des NSDAP-Kreisleiters in Borna im Bezirk Leipzig, wo er auch als Kreisführer des Deutschen Roten Kreuzes tätig war.
Vom 9. Mai 1939 bis 1943 amtierte Gerischer als Landrat in Borna.
Hinzu kamen diverse Ehreränge und -stellungen: Insbesondere gehörte er dem nationalsozialistischen Reichstag vom 29. März 1936 bis zum Ende der NS-Herrschaft im Frühjahr 1945 als Abgeordneter für den Wahlkreis 28 (Dresden-Bautzen) an. In der SA wurde er ehrenhalber in den Rang eines Obersturmbannführers erhoben.
Daneben war Gerischer Mitarbeiter des SD. Im Jahr 1943 wurde er zur Waffen-SS eingezogen.

### Nachkriegszeit
Nach dem Zweiten Weltkrieg ist Gerischer spätestens seit dem Jahr 1972 als „Zollbeamter a. D.“ in Fürth nachweisbar.